# Søster
Søster (i flertal søstre) er betegnelsen på en person af hunkøn, der har samme forældre som en anden person. En lillesøster er en yngre søster, mens en storesøster er en ældre søster. 
I ældre tid fik den første datter i en familie ofte øgenavnet Søs. 
Søster ses også brugt som et familiært tiltaleord imellem kvinder.
En tvillingesøster er en søster, der er født ved samme fødsel som personen. En halvsøster har enten faderen eller moderen til fælles med den person, hun er søster til. En stedsøster (også kaldet plastiksøster, bonussøster) er barn af en af forældrenes partner. En adoptivsøster er forældrenes adoptivbarn, og endelig er en fostersøster forældrenes fosterbarn.
Ordet søster bruges også om nonner og sygeplejersker.